# Wilfried Klenk

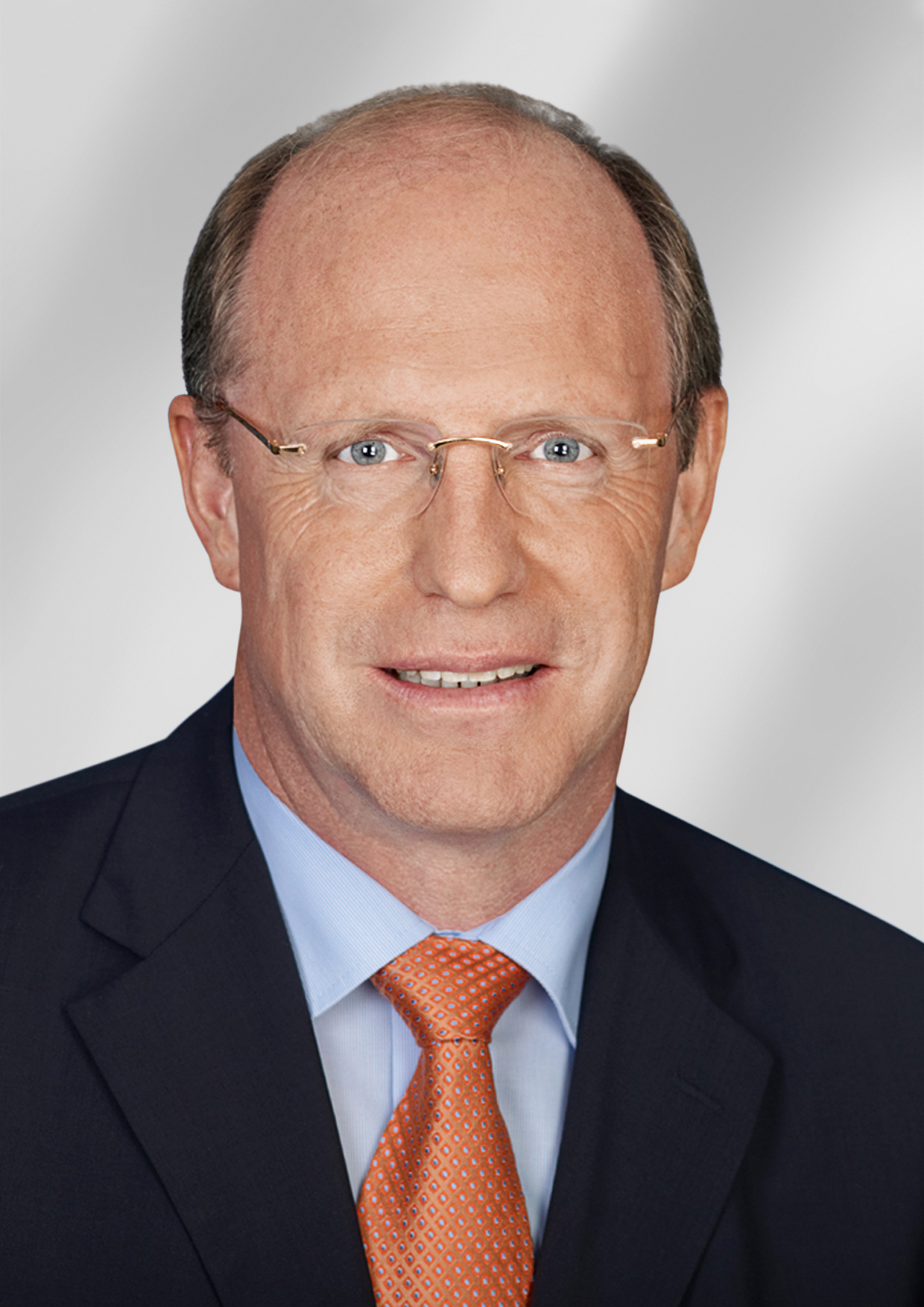
Wilfried Klenk (2006)

Wilfried Klenk (* 3. März 1959 in Oppenweiler) ist ein deutscher Politiker der CDU. Von 2001 bis 2021 war er Mitglied des  Landtags von Baden-Württemberg und von 2015 bis 2016 dessen Präsident. Von 2018 bis 2023 war er Staatssekretär im Innenministerium von Baden-Württemberg.

## Leben
Klenk wurde in Oppenweiler-Ellenweiler geboren und wuchs dort auf einem Bauernhof auf.

## Ausbildung und Beruf
Klenk absolvierte eine Ausbildung zum Rettungsassistenten mit der Zusatzqualifikation Lehrrettungsassistent und qualifizierte sich an der DRK-Bundesschule und der Akademie für Krisenmanagement, Notfallplanung und Zivilschutz für Führungs- und Leitungsaufgaben weiter. Von 1983 bis 1986 war er Leiter der Rettungswache in Murrhardt und von 1986 bis 1991 der Rettungswache in Backnang. Von 1991 bis 2015 war er Leiter des Stuttgarter Rettungsdienstes und der Oberleitstelle Baden-Württemberg. Nach seiner Wahl zum Präsidenten des Landtags schied er 2015 nach über 38-jähriger hauptamtlicher Tätigkeit beim DRK aus.

## Politische Tätigkeit
Wilfried Klenk war von 1980 bis 2018 Gemeinderat in Oppenweiler und von 1994 bis 2018 Erster Stellvertreter des Bürgermeisters. Von Februar 2017 bis März 2018 war er wegen Erkrankung des Amtsinhabers ehrenamtlich geschäftsführender Bürgermeister der Gemeinde. Seit 1995 ist er Vorsitzender des CDU-Ortsverbandes Oppenweiler und von 2002 bis 2018 zusätzlich Vorsitzender des CDU-Ortsverbandes Sulzbach/Murr. Von 1999 bis 2018 war er Mitglied des Kreistags im Rems-Murr-Kreis. Die ehrenamtlichen kommunalpolitischen Ämter musste er mit seiner Ernennung zum Staatssekretär aufgeben.
Er war von April 2001, dem Beginn der 13. Wahlperiode, bis 2021 Mitglied des Landtags von Baden-Württemberg. Er wurde in der 13., 14., 15. und 16. Wahlperiode jeweils über das Direktmandat im Wahlkreis Backnang gewählt. Von 2006 bis 2018 gehörte er dem Fraktionsvorstand der Landtags-CDU an, von 2006 bis 2015 war er Vorsitzender des Arbeitskreises Sozialpolitik. In dieser Zeit war er auch Mitglied des Beirates der Landesstiftung Familie in Not und der Stiftung Kinderland Baden-Württemberg. Von 2013 bis 2015 war er Mitglied des Rundfunkrates des Südwestrundfunk, von 2015 bis 2016 unter anderem Vorsitzender des Kuratoriums Wirtschaftsarchiv Baden-Württemberg. Von 2015 bis 2018 war er Mitglied des Beirates der Landesverkehrswacht Baden-Württemberg. 2015 wurde er zum Präsidenten des Landtags von Baden-Württemberg gewählt. Seit 2018 ist er Mitglied im Beirat der AMSEL-Stiftung Ursula Späth.
Da die CDU bei der Landtagswahl am 13. März 2016 erstmals nicht mehr die stärkste Fraktion im Landtag stellte, lag das Vorschlagsrecht für das Amt des Landtagspräsidenten bei der Fraktion Bündnis 90/Die Grünen, die Muhterem Aras nominierte. Aras wurde bei der konstituierenden Sitzung am 11. Mai 2016 zur Nachfolgerin Klenks gewählt, Klenk zum Vizepräsidenten. Seine Nachfolgerin als Vizepräsidentin des Landtags war Sabine Kurtz. Im April 2018 wurde Klenk zum politischen Staatssekretär im Innenministerium Baden-Württemberg ernannt. Dieses Amt hatte er bis zu seinem Eintritt in den Ruhestand Ende Juni 2023 inne.
Bei der Landtagswahl in Baden-Württemberg 2021 kandidierte er nicht erneut.

## Ehrenämter und Auszeichnungen
Wilfried Klenk ist seit 1972 Mitglied der Freiwilligen Feuerwehr Oppenweiler und wurde 2014 mit dem Feuerwehr-Ehrenzeichen in Gold ausgezeichnet. Der Kreisfeuerwehrverband Rems-Murr verlieh ihm 2015 die Ehrennadel in Gold. Seit 1973 ist er Mitglied des Deutschen Roten Kreuzes (DRK), er begleitete dabei neben seiner hauptberuflichen Tätigkeit beim DRK viele Jahre die Funktionen des Vorsitzenden, Bereitschaftsleiters und stv. Kreisbereitschaftsleiters. 2001 wurde er zum Ehrenvorsitzenden des DRK-Ortsvereins Oppenweiler ernannt. Dem ehrenamtlichen Präsidium des DRK-Kreisverbandes Rems-Murr gehörte er bis 2018 an und wurde anlässlich seines Ausscheidens mit der Ehrenplakette des Verbandes ausgezeichnet. Das DRK verlieh ihm 2000 die höchste Auszeichnung des Roten Kreuzes, das DRK-Ehrenzeichen. Der DRK-Kreisverband Stuttgart zeichnete ihn nach seinem Ausscheiden als Rettungsdienstleiter 2015 mit der Ehrenmedaille des Verbandes aus. Für seine Verdienste als Gemeinderat erhielt er 2010 die Ehrennadel in Gold des Gemeindetages. Von der Gemeinde Oppenweiler wurde ihm 2010 die Bürgermedaille verliehen.

## Familie und Privates
Wilfried Klenk ist evangelisch und verheiratet. Er hat einen erwachsenen Sohn.